# Clara Usón
Clara Usón, född 1961 i Barcelona, är en spansk (katalansk) författare.